# Superliga 1998-1999
La Superliga 1998-1999 è stata l'8ª edizione del massimo campionato russo di pallacanestro maschile. La vittoria finale è stata ad appannaggio del CSKA Mosca.

## Risultati

### Stagione regolare

#### Prima fase

##### Occidente

###### Gruppo A
|    | Squadra         | G  | V  | P  | PF   | PS   | Pt. | Qualificazione |
| -- | --------------- | -- | -- | -- | ---- | ---- | --- | -------------- |
| 1. | CSKA Mosca      | 24 | 23 | 1  | 94,2 | 70,2 | 47  | playoff        |
| 2. | Avtodor Saratov | 24 | 17 | 7  | 90,3 | 79,4 | 41  | playoff        |
| 3. | Samara          | 24 | 14 | 10 | 83,9 | 77,3 | 38  | playoff        |
| 4. | Arsenal Tula    | 24 | 11 | 13 | 79,3 | 81,0 | 35  | playoff        |

###### Gruppo B
|    | Squadra              | G  | V  | P  | PF   | PS   | Pt. | Qualificazione    |
| -- | -------------------- | -- | -- | -- | ---- | ---- | --- | ----------------- |
| 1. | Lokomotiv Kazan'     | 28 | 19 | 9  | 85,6 | 84,8 | 47  | alla seconda fase |
| 2. | Dinamo Mosca         | 28 | 14 | 14 | 83,5 | 86,5 | 42  | alla seconda fase |
| 3. | Lokomotiv Kuban'     | 28 | 13 | 15 | 83,1 | 87,0 | 41  | alla seconda fase |
| 4. | Sptk. S. Pietroburgo | 28 | 9  | 19 | 84,9 | 87,2 | 37  | alla seconda fase |
| 5. | Pogr.k Stavropol'    | 28 | 6  | 22 | 74,5 | 86,8 | 34  | alla seconda fase |
| 6. | Spartak Mosca        | 28 | 6  | 22 | 77,7 | 90,3 | 34  |                   |

##### Oriente
|     | Squadra            | G  | V  | P  | PF    | PS   | Pt. | Qualificazione    |
| --- | ------------------ | -- | -- | -- | ----- | ---- | --- | ----------------- |
| 1.  | Ural Great Perm'   | 36 | 32 | 4  | 104,6 | 81,1 | 68  | alla seconda fase |
| 2.  | Šachtër Irkutsk    | 36 | 30 | 6  | 91,1  | 78,2 | 66  | alla seconda fase |
| 3.  | Lok. Novosibirsk   | 36 | 24 | 12 | 84,2  | 78,9 | 60  | alla seconda fase |
| 4.  | Staryj Sobol'      | 36 | 24 | 12 | 85,5  | 81,1 | 60  | alla seconda fase |
| 5.  | Enisey Krasnojarsk | 36 | 19 | 17 | 85,5  | 85,3 | 55  | alla seconda fase |
| 6.  | Ural Ekaterinburg  | 36 | 14 | 22 | 81,0  | 86,2 | 50  |                   |
| 7.  | Sacha Jakutsk      | 36 | 13 | 23 | 72,7  | 76,3 | 49  |                   |
| 8.  | Kredo Universitet  | 36 | 12 | 24 | 84,5  | 93,3 | 48  |                   |
| 9.  | Sibir' Omsk        | 36 | 9  | 27 | 78,8  | 90,2 | 45  |                   |
| 10. | Universal Tomsk    | 36 | 3  | 33 | 77,0  | 91,5 | 39  |                   |

#### Seconda fase
|     | Squadra              | G  | V  | P  | PF    | PS   | Pt. | Qualificazione |
| --- | -------------------- | -- | -- | -- | ----- | ---- | --- | -------------- |
| 5.  | Lokomotiv Kazan'     | 48 | 34 | 14 | 89,4  | 83,2 | 82  | playoff        |
| 6.  | Ural Great Perm'     | 56 | 47 | 9  | 101,2 | 82,6 | 103 | playoff        |
| 7.  | Šachtër Irkutsk      | 56 | 43 | 13 | 89,2  | 77,8 | 99  | playoff        |
| 8.  | Dinamo Mosca         | 48 | 25 | 23 | 84,6  | 85,6 | 73  | playoff        |
| 9.  | Lokomotiv Kuban'     | 48 | 23 | 25 | 83,8  | 87,1 | 71  |                |
| 10. | Lok. Novosibirsk     | 56 | 32 | 24 | 83,4  | 81,7 | 88  |                |
| 11. | Sptk. S. Pietroburgo | 48 | 28 | 30 | 84,7  | 87,2 | 66  |                |
| 12. | Staryj Sobol'        | 56 | 32 | 24 | 84,8  | 84,2 | 88  |                |
| 13. | Enisey Krasnojarsk   | 56 | 27 | 29 | 85,5  | 87,5 | 83  |                |
| 14. | Pogr.k Stavropol'    | 48 | 9  | 39 | 75,8  | 87,8 | 57  |                |

## Playoff
|  | Quarti di finale | Quarti di finale |                 |                  | Semifinali                | Semifinali                |  |  | Finale | Finale |
|  |                  |                  |                 |                  |                           |                           |  |  |        |        |
|  |                  |                  |                 |                  |                           |                           |  |  |        |        |
|  |                  |                  |                 |                  |                           |                           |  |  |        |        |
|  | CSKA Mosca       | 2                |                 |                  |                           |                           |  |  |        |        |
|  | CSKA Mosca       | 2                |                 |                  |                           |                           |  |  |        |        |
|  | Dinamo Mosca     | 0                |                 |                  |                           |                           |  |  |        |        |
|  | Dinamo Mosca     | 0                | CSKA Mosca      | 2                |                           |                           |  |  |        |        |
|  |                  |                  | CSKA Mosca      | 2                |                           |                           |  |  |        |        |
|  |                  | Arsenal Tula     | 0               |                  |                           |                           |  |  |        |        |
|  | Arsenal Tula     | Arsenal Tula     | 0               | 2                |                           |                           |  |  |        |        |
|  | Arsenal Tula     |                  |                 | 2                |                           |                           |  |  |        |        |
|  | Lokomotiv Kazan' | 1                |                 |                  |                           |                           |  |  |        |        |
|  | Lokomotiv Kazan' | 1                | CSKA Mosca      | 2                |                           |                           |  |  |        |        |
|  |                  |                  | CSKA Mosca      | 2                |                           |                           |  |  |        |        |
|  |                  | Avtodor Saratov  | 0               |                  |                           |                           |  |  |        |        |
|  | Avtodor Saratov  | Avtodor Saratov  | 0               | 2                |                           |                           |  |  |        |        |
|  | Avtodor Saratov  |                  |                 | 2                |                           |                           |  |  |        |        |
|  | Šachtër Irkutsk  | 1                |                 |                  |                           |                           |  |  |        |        |
|  | Šachtër Irkutsk  | 1                | Avtodor Saratov | 2                | Finale per il terzo posto | Finale per il terzo posto |  |  |        |        |
|  |                  |                  | Avtodor Saratov | 2                | Finale per il terzo posto | Finale per il terzo posto |  |  |        |        |
|  |                  | Ural Great Perm' | 1               |                  |                           |                           |  |  |        |        |
|  | Samara           | Ural Great Perm' | 1               | 0                | Arsenal Tula              | 2                         |  |  |        |        |
|  | Samara           |                  |                 | 0                | Arsenal Tula              | 2                         |  |  |        |        |
|  | Ural Great Perm' | 2                |                 | Ural Great Perm' | 1                         |                           |  |  |        |        |
|  | Ural Great Perm' | 2                |                 |                  | 1                         |                           |  |  |        |        |
|  |                  |                  |                 |                  |                           |                           |  |  |        |        |
|  |                  |                  |                 |                  |                           |                           |  |  |        |        |

### Poule piazzamento
|  |    | Squadra          | G | V | P | Pt |
|  | -- | ---------------- | - | - | - | -- |
|  | 1. | Lokomotiv Kazan' | 3 | 2 | 1 | 5  |
|  | 2. | Samara           | 3 | 2 | 1 | 5  |
|  | 3. | Dinamo Mosca     | 3 | 2 | 1 | 5  |
|  | 4. | Šachtër Irkutsk  | 3 | 0 | 3 | 3  |

| Superliga 1998-1999  |
| -------------------- |
| CSKA Mosca 8º titolo |

## Formazione vincitrice
| N° | Naz.                   | Ruolo | Sportivo           |  | Alt. |  |
| -- | ---------------------- | ----- | ------------------ |  | ---- |  |
|    | Russia (bandiera)      | A     | Andrej Kirilenko   |  | 209  |  |
|    | Russia (bandiera)      | P     | Vasilij Karasëv    |  | 193  |  |
|    | Lettonia (bandiera)    | GA    | Gundars Vētra      |  | 198  |  |
|    | Stati Uniti (bandiera) | AG    | Randy White        |  | 203  |  |
|    | Russia (bandiera)      |       | Valeri Daineko     |  |      |  |
|    | Russia (bandiera)      | G     | Dmitrij Domani     |  | 200  |  |
|    | Russia (bandiera)      | G     | Aleksandr Gutorov  |  | 194  |  |
|    | Russia (bandiera)      | AG    | Evgenij Kisurin    |  | 207  |  |
|    | Russia (bandiera)      | G     | Igor' Kudelin      |  | 195  |  |
|    | Russia (bandiera)      | C     | Vitalij Nosov      |  | 212  |  |
|    | Russia (bandiera)      | A     | Sergej Panov       |  | 205  |  |
|    | Russia (bandiera)      | A     | Valerij Tichonenko |  | 207  |  |
|    | Russia (bandiera)      | All.  | Stanislav Erëmin   |  |      |  |